# Auderville
Auderville település Franciaországban, Manche megyében. Lakosainak száma 229 fő (2018. január 1.). Auderville Saint-Germain-des-Vaux és Jobourg községekkel határos.

## Népesség
A település népességének változása:
| Lakosok száma | 233  | 204  | 218  | 283  | 283  | 261  | 254  | 244  | 235  | 229  |
|               | 1968 | 1975 | 1982 | 1990 | 1999 | 2011 | 2013 | 2015 | 2017 | 2018 |